# U 66 (U-Boot, 1941)
U 66 war ein deutsches U-Boot vom Typ IX C, das im Zweiten Weltkrieg von der Kriegsmarine eingesetzt wurde. Auf seinen 10 Feindfahrten versenkte es 33 Schiffe mit zusammen 196.928 BRT, wobei insgesamt 742 Menschen ums Leben kamen. Bei der Bekämpfung von U 66 durch den US-Geleitzerstörer USS Buckley mit anschließender Selbstversenkung am 6. Mai 1944 starben 24 seiner Besatzungsmitglieder und zwei britische Kriegsgefangene, während 36 Männer von U 66 in US-amerikanische Kriegsgefangenschaft gerieten.

## Geschichte
Der Auftrag für das Boot wurde am 7. August 1939 an die AG Weser in Bremen vergeben. Die Kiellegung erfolgte am 20. März 1940, der Stapellauf am 10. Oktober 1940, die Indienststellung unter Korvettenkapitän Richard Zapp fand schließlich am 2. Januar 1941 statt.
Das Boot gehörte nach seiner Indienststellung am 2. Januar 1941 bis zu seiner Versenkung am 6. Mai 1944 als Ausbildungs- und Frontboot zur 2. U-Flottille in Wilhelmshaven bzw. Lorient.
U 66 unternahm während seiner Dienstzeit zehn Feindfahrten, auf denen es 33 Schiffe mit einer Gesamttonnage von 196.928 BRT versenkte, und vier mit einer Gesamttonnage von 22.738 BRT beschädigte. Bei den Unternehmungen kamen insgesamt 742 alliierte und 14 deutsche Seeleute ums Leben.

## Einsatzstatistik

### Erste Feindfahrt
Das Boot lief am 13. Mai 1941 um 13.30 Uhr von Kiel aus und lief am 11. Juni 1941 um 10.08 Uhr in Lorient ein. Auf dieser 30 Tage dauernden und 4.600 sm über und 329 sm unter Wasser langen Unternehmung in den Nordatlantik, südöstlich Farewell und der westlichen Biskaya, wurden keine Schiffe versenkt oder beschädigt.

### Zweite Feindfahrt
Das Boot lief am 23. Juni 1941 um 18.00 Uhr von Lorient aus und lief am 5. August 1941 um 20.05 Uhr wieder dort ein. Auf dieser 43 Tage dauernden und 7.631 sm über und 526 sm unter Wasser langen Unternehmung in den Mittelatlantik den Kapverdischen Inseln und vor Freetown, wurden vier Schiffe mit 19.078 BRT versenkt.
- 29. Juni 1941: Versenkung des griechischen Dampfers George J. Goulandris (Lage) mit 4.345 BRT. Der Dampfer wurde durch zwei Torpedos versenkt. Er hatte Zucker geladen und befand sich auf dem Weg von Mauritius nach Leith. Das Schiff war ein Nachzügler der Konvois SL-78. Es gab keine Verluste und 28 Überlebende.
- 29. Juni 1941: Versenkung des griechischen Dampfers Kalypso Vergotti (Lage) mit 5.686 BRT. Der Dampfer wurde durch einen Torpedo versenkt. Er hatte 7.000 t Eisenerz geladen und befand sich auf dem Weg von Pepel (Sierra Leone) nach Glasgow. Das Schiff war ein Nachzügler der Konvois SL-78. Es war ein Totalverlust mit 36 Toten.
- 30. Juni 1941: Versenkung des britischen Dampfers Saint Anselm (Lage) mit 5.614 BRT. Der Dampfer wurde durch einen Torpedo versenkt. Er hatte 2.500 t Eisenbarren, 650 t Linsen und 5.154 t Erdnüsse geladen und befand sich auf dem Weg von Kalkutta über Freetown nach Hull. Das Schiff gehörte zu dem aufgelösten Konvoi SL-78 mit 25 Schiffen. Es gab 34 Tote und 33 Überlebende.
- 19. Juli 1941: Versenkung des britischen Dampfers Holmside (Lage) mit 3.433 BRT. Der Dampfer wurde durch drei Torpedos versenkt. Er fuhr in Ballast und befand sich auf dem Weg von Hull nach Pepel (Sierra Leone). Das Schiff gehörte zu dem aufgelösten Konvoi OG-67 mit 51 Schiffen. Es gab 21 Tote und 16 Überlebende.

### Dritte Feindfahrt
Das Boot lief am 28. August 1941 um 21.12 Uhr von Lorient aus und lief am 9. November 1941 um 10.45 Uhr wieder dort ein. Auf dieser 73 Tage dauernden und zirka 10.500 sm über und 238 sm unter Wasser langen Unternehmung in den Mittelatlantik, den Kapverdischen Inseln und dem Nordatlantik, wurde ein Schiff mit 7.052 BRT versenkt.
- 27. September 1941: Versenkung des panamaischen Tankers I. C. White (Lage) mit 7.052 BRT. Der Tanker wurde durch zwei Torpedos versenkt. Er hatte Rohöl geladen und befand sich auf dem Weg von Curaçao zur Tafelbucht. Es gab drei Tote und 34 Überlebende.

### Vierte Feindfahrt
Das Boot lief am 25. Dezember 1941 um 13.19 Uhr von Lorient aus und lief am 10. Februar 1942 um 11.40 Uhr wieder dort ein.
Auf dieser 47 Tage dauernden und zirka 7.500 sm über und 414 sm unter Wasser langen Unternehmung in den Westatlantik an der Ostküste der USA, wurden fünf Schiffe mit 33.456 BRT versenkt.
- 18. Januar 1942: Versenkung des US-amerikanischen Tankers Allan Jackson (Lage) mit 6.635 BRT. Der Tanker wurde durch zwei Torpedos versenkt. Er hatte 72.870 Barrel Rohöl geladen und befand sich auf dem Weg von Cartagena nach New York. Es gab 22 Tote und 13 Überlebende.
- 19. Januar 1942: Versenkung des kanadischen Dampfers Lady Hawkins (Lage) mit 7.988 BRT. Der Dampfer wurde durch zwei Torpedos versenkt. Er hatte 2.908 t Stückgut sowie 213 Passagiere und 109 Besatzungsmitglieder an Bord und befand sich auf dem Weg von Halifax und Boston zu den Bermudas. 86 Crewmitglieder und 164 Passagiere wurden getötet, 22 Crewmitglieder und 49 Passagiere wurden gerettet.
- 22. Januar 1942: Versenkung des US-amerikanischen Dampfers Norvana mit 2.677 BRT. Der Dampfer wurde durch zwei Torpedos versenkt. Er hatte 3.980 t Erz geladen und befand sich auf dem Weg von Nuevitas (Kuba) nach Philadelphia. Es war ein Totalverlust mit 29 Toten.
- 24. Januar 1942: Versenkung des britischen Tankers Empire Gem (Lage) mit 8.139 BRT. Der Tanker wurde durch zwei Torpedos versenkt. Er hatte 10.629 t Benzin sowie 920 t Maschinenöl geladen und befand sich auf dem Weg von Port Arthur über Halifax nach Großbritannien. Es gab 51 Tote und zwei Überlebende.
- 24. Januar 1942: Versenkung des US-amerikanischen Dampfers Venore (Lage) mit 8.017 BRT. Der Dampfer wurde durch einen Torpedo versenkt. Er hatte 22.250 t Eisenerz geladen und befand sich auf dem Weg von Chile nach Baltimore. Es gab einen Toten und 21 Überlebende.

### Fünfte Feindfahrt
Das Boot lief am 21. März 1942 um 19.10 Uhr von Lorient aus und lief am 27. Mai 1942 um 12.00 Uhr wieder dort ein. Auf dieser 67 Tage dauernden und 10.447 sm über und 478 sm unter Wasser langen Unternehmung im Westatlantik und der Karibik, wurden sechs Schiffe mit 43.956 BRT versenkt und ein Schiff mit 12.502 BRT beschädigt.
- 14. April 1942: Versenkung des griechischen Dampfers Korthion (Lage) mit 2.116 BRT. Der Dampfer wurde durch einen Torpedo versenkt. Er hatte Bauxit geladen und befand sich auf dem Weg von Paramaribo nach New York (USA). Es gab 14 Tote und neun Überlebende.
- 16. April 1942: Versenkung des niederländischen Tankers Amsterdam (Lage) mit 7.329 BRT. Der Tanker wurde durch zwei Torpedos versenkt. Er hatte 9.500 t Erdöl geladen und befand sich auf dem Weg von Beaumont über Freetown (Sierra Leone) nach Großbritannien. Es gab zwei Tote und 38 Überlebende.
- 17. April 1942: Versenkung des panamaischen Tankers Heinrich von Riedemann (Lage) mit 11.020 BRT. Der Tanker wurde durch drei Torpedos versenkt. Er hatte 130.000 Barrel Raffinerieöl geladen und befand sich auf dem Weg nach Aruba. Es gab keine Verluste, 44 Überlebende.
- 26. April 1942: Versenkung des US-amerikanischen Dampfers Alcoa Partner (Lage) mit 5.513 BRT. Der Dampfer wurde durch zwei Torpedos versenkt. Er hatte 8.500 t Bauxit geladen und war auf dem Weg von Trinidad nach Mobile. Es gab zehn Tote und 24 Überlebende.
- 29. April 1942: Versenkung des panamaischen Tankers Harry G. Seidel mit 10.354 BRT. Der Tanker wurde durch zwei Torpedos versenkt. Er fuhr in Ballast und war auf dem Weg von Aruba nach Caripite. Es gab zwei Tote und 48 Überlebende.
- 2. Mai 1942: Versenkung des norwegischen Tankers Sandar (Lage) mit 7.624 BRT. Der Tanker wurde durch drei Torpedos versenkt. Er hatte 11.500 t Diesel geladen und war auf dem Weg von Trinidad nach Gibraltar. Es gab zwei Tote und 35 Überlebende.
- 3. Mai 1942: Beschädigung des britischen Tankers George W. McKnight mit 12.502 BRT. Der Tanker wurde durch einen Torpedo und Artillerie beschädigt. Er fuhr in Ballast. Das Schiff war ein Nachzügler aus dem Konvoi ON-87.

### Sechste Feindfahrt
Das Boot lief am 23. Juni 1942 um 20.35 Uhr von Lorient aus und lief am 29. September 1942 um 15.30 Uhr wieder dort ein. Das Boot traf vom 12. September 1942 bis zum 14. September 1942 auf U 460 das U 66 ärztlich versorgte und ihm 30 m³ Brennstoff und Proviant übergab. Das Boot wurde ein zweitesmal am 25. September 1942 in El Ferrol (Spanien) versorgt. Auf dieser 98 Tage dauernden und zirka 14.050 sm über und 894 sm unter Wasser langen Unternehmung, bei der auch eine CGC, zwei MRB und drei TMB-Minen in die Einfahrt von Port Castries gelegt wurden, in den Westatlantik, der Karibik, südöstlich von Trinidad, wurden neun Schiffe mit 49.274 BRT und zwei Motortorpedoboote (MTB) mit 64 BRT versenkt.
- 9. Juli 1942: Versenkung des jugoslawischen Dampfers Triglav (Lage) mit 6.363 BRT. Der Dampfer wurde durch zwei Torpedos versenkt. Er hatte 9.000 t Manganerz sowie Zink geladen und war auf dem Weg von Lourenco Marques (Mosambik) nach New York. Es gab 24 Tote und 19 Überlebende.
- 26. Juli 1942: Versenkung des brasilianischen Dampfers Tamandaré (Lage) mit 4.942 BRT. Der Dampfer wurde durch einen Torpedo versenkt. Er hatte 6.600 t Frachtgut inklusive Kaffee geladen und war auf dem Weg von Pernambuco nach La Guaria (Venezuela). Es gab vier Tote und 48 Überlebende.
- 28. Juli 1942: Versenkung des britischen Motorschiffes Weirbank (Lage) mit 5.150 BRT. Das Schiff wurde durch einen Torpedo versenkt. Es fuhr in Ballast und war auf dem Weg von Alexandria über Durban nach Trinidad und New York. Es gab einen Toten und 66 Überlebende.
- 2. August 1942: Versenkung des britischen Motortorpedobootes MTB-339 mit 35 BRT. Das Boot wurde durch einen Minentreffer versenkt.
- 2. August 1942: Versenkung des britischen Motortorpedobootes MTB-342 mit 35 BRT. Das Boot wurde durch einen Minentreffer versenkt.
- 6. August 1942: Versenkung des polnischen Motorschiffes Rozewie (Lage) mit 766 BRT. Das Schiff wurde mit einem Torpedo versenkt. Er hatte 814 t Stückgut geladen und befand sich auf dem Weg von Para über Trinidad nach New York. Es gab drei Tote und 15 Überlebende.
- 29. August 1942: Versenkung des US-amerikanischen Dampfers Topa Topa (Lage) mit 5.356 BRT. Der Dampfer wurde durch zwei Torpedos versenkt. Er hatte Autos, Flugzeuge und 800 t Benzin geladen und befand sich auf dem Weg von Trinidad nach Takoradi. Es gab 25 Tote und 35 Überlebende.
- 30. August 1942: Versenkung des panamaischen Motorschiffes Sir Huon (Lage) mit 6.049 BRT. Das Schiff wurde durch zwei Torpedos versenkt. Es hatte 5.000 t Mangan- und Chromerz sowie 1,04 t Sisal geladen und befand sich auf dem Weg von Sues, Port Elizabeth und Trinidad nach Baltimore. Es gab keine Verluste und 46 Überlebende.
- 30. August 1942: Versenkung des US-amerikanischen Dampfers West Lashaway (Lage) mit 5.637 BRT. Der Dampfer wurde durch zwei Torpedos versenkt. Er hatte Kakaobohnen, Zinn, Kupfer und Palmöl geladen und war auf dem Weg von Takoradi über Trinidad nach New York. Es gab 39 Tote und 17 Überlebende.
- 31. August 1942: Versenkung des britischen Tankers Winamac (Lage) mit 8.621 BRT. Der Tanker wurde durch zwei Torpedos versenkt. Er hatte 12.500 t Heizöl geladen und befand sich auf dem Weg von Trinidad nach Gibraltar. Es gab 31 Tote und 21 Überlebende.
- 9. September 1942: Versenkung des schwedischen Motorschiffes Peiping (Lage) mit 6.390 BRT. Das Schiff wurde durch zwei Torpedos versenkt. Er hatte 9.950 t Wolle, Häute sowie Fette geladen und befand sich auf dem Weg von Buenos Aires (Argentinien) nach New York. Es gab drei Tote und 31 Überlebende.

### Siebente Feindfahrt
Das Boot lief am 9. November 1942 um 17.10 Uhr von Lorient aus, und am 11. November 1942 um 21.00 Uhr wieder dort ein. Die Unternehmung musste in der Biscaya wegen Fliegerbeschädigungen abgebrochen werden. Sie dauerte zwei Tage, und es wurden keine Schiffe versenkt oder beschädigt.

### Achte Feindfahrt
Das Boot lief am 6. Januar 1943 um 16.30 Uhr von Lorient aus und lief am 24. März 1943 um 6.00 Uhr wieder dort ein. Das Boot wurde am 1. März 1943 von U 461 mit 67 m³ Brennstoff und Proviant versorgt. Auf dieser 77 Tage dauernden und zirka 10.870 sm über und 1.012 sm unter Wasser langen Unternehmung in den Mittelatlantik, den Kanarischen Inseln und den Azoren, wurden zwei Schiffe mit 4.425 BRT versenkt. Außerdem sollte das Unternehmen „Sturm“ durchgeführt werden, auf dem ein Agent an der Grenze von Spanisch-Marokko zu Mauretanien abgesetzt werden sollte. Der Versuch scheiterte, der französische Agent stellte sich den Behörden. Bei dieser Aktion wurden auch zwei Mann der Besatzung des Bootes festgenommen, sie sollten den Agenten an Land bringen, kamen aber nicht wieder zurück. Sie wurden von den Freien Franzosen festgenommen.
- 1. Februar 1943: Versenkung des französischen Fischdampfers Joseph Elise (Lage) mit 113 BRT. Der Dampfer wurde durch Artillerie versenkt. Er hatte Nachschub für die Résistance in Frankreich geladen. Es gab einen Toten und 11 Überlebende.
- 27. Februar 1943: Versenkung des britischen Dampfers St. Margaret mit 4.312 BRT. Der Dampfer wurde durch zwei Torpedos versenkt. Er hatte 6.000 t Stückgut und Kohle sowie sieben Passagiere an Bord. Er war auf dem Weg von Liverpool nach Pernambuco und Buenos Aires. Es gab drei Tote und 47 Überlebende.

### Neunte Feindfahrt
Das Boot lief am 27. April 1943 um 18.00 Uhr von Lorient aus und am 1. September 1943 um 13.05 Uhr wieder dort ein. Auf dieser 127 Tage dauernden und zirka 11.400 sm über und 2.760 sm unter Wasser langen Unternehmung in den Westatlantik, der Ostküste der USA, dem Mittelatlantik und den Azoren, wurden zwei Schiffe mit 20.368 BRT versenkt und ein Schiff mit 10.172 BRT beschädigt. Am 3. August 1943 wurde der Kommandant bei einem Fliegerangriff auf das Boot verwundet. Insgesamt gab es zwei Tote und acht Verletzte. Das Boot traf sich am 6. August 1943 mit U 117, der Arzt kam an Bord und es stieg ein Mann von U 117 auf U 66 über. Das Boot wurde auf dem Rückmarsch noch einmal von U 847 mit 19 m³ Brennstoff und Proviant versorgt.
- 10. Juni 1943: Versenkung des US-amerikanischen Tankers Esso Gettysburg (Lage) mit 10.173 BRT. Der Tanker wurde durch zwei Torpedos versenkt. Er hatte 120.120 Barrel Rohöl geladen und war auf dem Weg von Port Arthur nach Philadelphia. Es gab 42 Tote und 15 Überlebende.
- 2. Juli 1943: Versenkung des US-amerikanischen Tankers Bloody Marsh (Lage) mit 10.195 BRT. Der Tanker wurde durch zwei Torpedos versenkt. Er hatte 106.496 Barrel Treiböl, das für die US-Navy bestimmt war, geladen und war auf dem Weg von Houston nach New York. Es gab drei Tote und 75 Überlebende.
- 22. Juli 1943: Beschädigung des US-amerikanischen Tankers Cherry Valley mit 10.172 BRT. Der Tanker wurde durch zwei Torpedos beschädigt. Er war auf dem Weg von New York nach Aruba. Es gab keine Verluste, 79 Überlebende.

### Zehnte Feindfahrt
Das Boot lief am 16. Januar 1944 um 17.30 Uhr von Lorient aus und wurde am 6. Mai 1944 im Mittelatlantik, nach Schäden, selbst versenkt. Auf dieser 111 Tage dauernden Unternehmung in den Mittelatlantik, vor Freetown, in den Golf von Guinea und wieder in den Mittelatlantik, wurden vier Schiffe mit 19.754 BRT versenkt.
- 26. Februar 1944: Versenkung des britischen Motorschiffes Silvermaple (Lage) mit 5.313 BRT. Das Schiff wurde durch einen Torpedo versenkt. Es hatte 5.395 t Stückgut, Post sowie einen Passagier an Bord und war auf dem Weg von Bathurst über Freetown nach Takoradi. Das Schiff gehörte zum Konvoi STL-12 mit 13 Schiffen. Es gab sieben Tote und 57 Überlebende.
- 1. März 1944: Versenkung des französischen Dampfers Saint Louis (Lage) mit 5.202 BRT. Das Schiff wurde durch einen Torpedo versenkt. Es hatte 1.067 t Stückgut, 70 Legionäre sowie 16 Passagiere an Bord und befand sich auf dem Weg von Takoradi nach Lomé. 24 Crewmitglieder, 41 Legionäre und 15 Passagiere wurden getötet. 16 Crewmitglieder, 29 Legionäre und ein Passagier wurden gerettet.
- 5. März 1944: Versenkung des britischen Dampfers John Holt (Lage) mit 4.964 BRT. Der Dampfer wurde durch einen Torpedo versenkt. Er hatte 2.600 t Zement, 100 t Stückgut, Post sowie vier Passagiere an Bord und befand sich auf dem Weg von London über Lagos und Douala nach Warri. Es gab keine Verluste und 86 Überlebende. Der Kapitän und ein Passagier wurden von U 66 gefangen genommen. Sie starben bei der Versenkung des Bootes am 6. Mai 1944.
- 20. März 1944: Versenkung des britischen Tankers Matadian (Lage) mit 4.275 BRT. Der Tanker wurde durch einen Torpedo versenkt. Er hatte 5.380 t Palmöl geladen und befand sich auf dem Weg von Port Harcourt über Lagos (Nigeria) nach Großbritannien. Es gab keine Verluste und 43 Überlebende.

## Versenkung

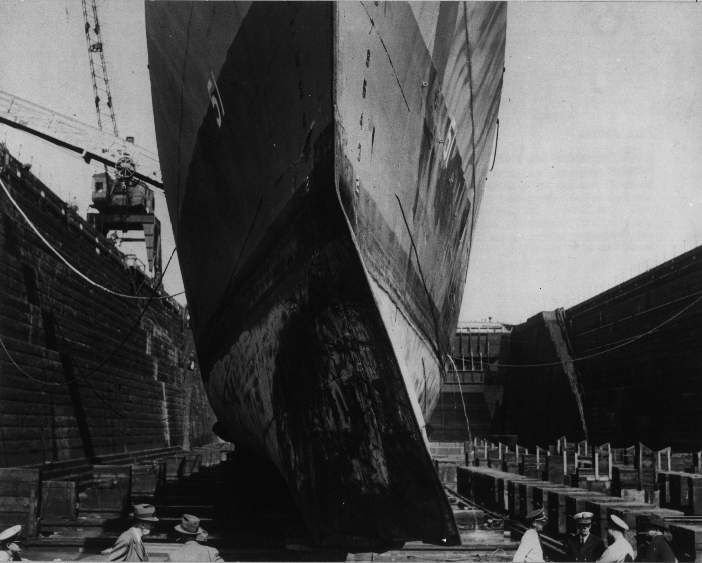
Folgen des Rammstoßes an der USS Buckley

Am 1. Mai 1944 wurde U 66 im Mittelatlantik westlich der Kapverdischen Inseln von mehreren Kriegsschiffen der US Navy sowie von Avenger-Flugzeugen der Squadron VC-55 des US-Geleitflugzeugträgers Block Island angegriffen und am Morgen des 6. Mai 1944 von dem US-Geleitzerstörer Buckley gestellt und tauchunklar geschossen. Nach gegenseitigem Beschuss mit Artillerie und Torpedos gelang es der Buckley unter dem Kommando von Brent Abel, das U-Boot zu rammen. Als dieses mit dem Zerstörer verkeilt war, versuchte ein deutsches Enterkommando unter dem Kommando des ersten Wachoffiziers von U 66, Klaus Herbig, den Zerstörer zu stürmen, während Kommandant Seehausen mit seiner Mannschaft versuchte, das Boot freizubekommen. An Bord des Zerstörers kam es zum Nahkampf, bei dem mehrere Deutsche getötet oder verwundet wurden, während sämtliche Amerikaner außer Schrammen an einer Hand unverletzt blieben. Als das U-Boot wieder frei kam, waren noch fünf bewaffnete Deutsche an Bord der Buckley, die jedoch überwältigt und gefangen genommen wurden. Andererseits befanden sich zwei britische Gefangene von der John Holt im U-Boot. Die Buckley feuerte erneut mit ihrer 3-Zoll-Kanone auf das U-Boot, das jedoch wendete, die Buckley beim Maschinenraum rammte und deren Steuerbord-Schiffsschraube beschädigte. U 66 war jedoch so schwer beschädigt, dass Seehausen es selbstversenken und die Besatzung von Bord gehen ließ. Insgesamt 24 Mann der Besatzung von U 66 – unter ihnen auch der Kommandant Seehausen – sowie die beiden britischen Gefangenen kamen ums Leben. Die überlebenden deutschen U-Boot-Fahrer schwammen im Wasser, wurden von der Buckley als Kriegsgefangene an Bord genommen und später zusammen mit den fünf zuvor gefangen Genommenen – insgesamt 36 Gefangene – auf die Block Island überstellt. U 66 sank auf der Position 17° 17′ N, 32° 29′ W im Marine-Planquadrat AM 1314.
Lt Cmdr Brent Able, USNR, erhielt für diesen Erfolg als Kommandant der USS Buckley das Navy Cross.

## Fotogalerie
Die Namen der Geretteten (Kriegsgefangene aus U 66 an Bord der USS Block Island, überstellt von der USS Buckley) sind in der Bildbeschreibung.

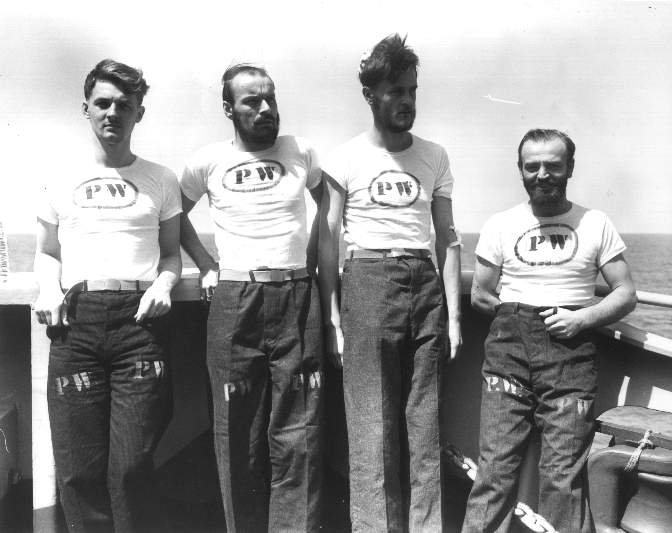
Offiziere
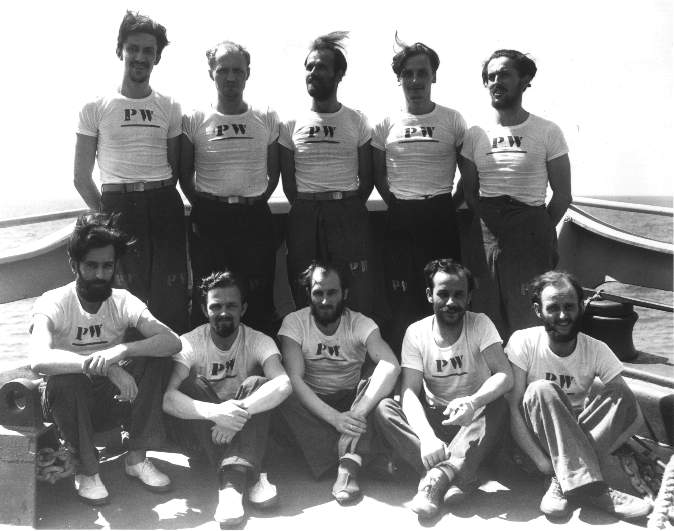
Unteroffiziere
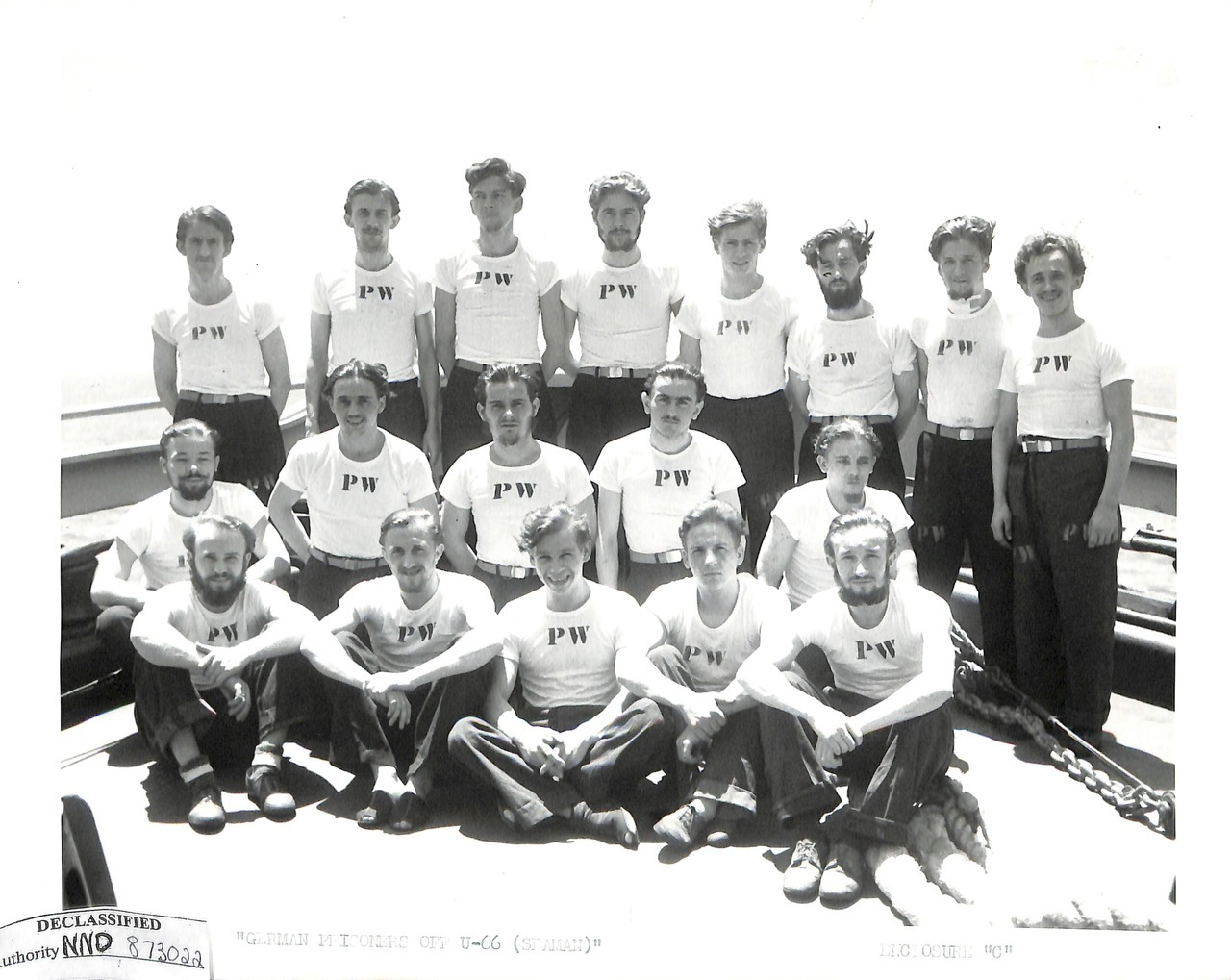
Mannschaften